# اس‌آی‌سی
اس‌آی‌سی (انگلیسی: Sociedade Independente de Comunicação) شرکت رسانه‌ای پرتغالی است، که در سال ۱۹۹۲ تأسیس شد.